# Lindsaea sagincola
Lindsaea sagincola là một loài dương xỉ trong họ Lindsaeaceae. Loài này được W.H. Wagner & Grether mô tả khoa học đầu tiên năm 1948.
Danh pháp khoa học của loài này chưa được làm sáng tỏ. 